# Акимово (Полтавская область)
Аки́мово (укр. Яки́мове) — село, Акимовский сельский совет, Великобагачанский район, Полтавская область, Украина.
Код КОАТУУ — 5320280301. Население по переписи 2001 года составляло 767 человек.
Является административным центром Акимовского сельского совета, в который, кроме того, входит село Балюки.

## Географическое положение
Село Акимово находится в 2-х км от на правого берега реки Псёл. На расстоянии в 1 км расположены пгт Великая Багачка и село Балюки. По селу протекает ручей с запрудой.

## Экономика
- Молочно-товарная и птице-товарная фермы.
- ООО «Колос».
- ООО «Серпанок».
- Мясоперерабатывающий цех.
- Кооператив «Авангард».
- Фермерское хозяйство «Сокол».

## Объекты социальной сферы
- Школа.